# میفپریستون
میفپریستون (به انگلیسی: Mifepristone) (که همچنین با نام RU-486؛ آریو-۴۸۶ نیز شناخته می‌شود) یک نوع دارو است که معمولاً به همراه میزوپرستول جهت سقط جنین استفاده می‌شود. این ترکیب در ۵۰ روز ابتدایی بارداری ۹۵ درصد مؤثر است. این ترکیب همچنین در سه‌ماهه دوم (هفته ۱۳ تا ۲۸)نیز مؤثر است.تأثیر آن بایستی دو هفته پس از استفاده مورد تأیید قرار بگیرد. این دارو به‌طور خوراکی استفاده می‌شود.
عوارض جانبی آن درد شکم، احساس خستگی و خونریزی واژینال است. اثرات جانبی جدی و خطرناک دیگر شامل خونریزی شدید واژینال، عفونت باکتریایی یا یک کودک ناقص در صورتی که بارداری به پایان نرسیده باشد خواهد بود. در صورت استفاده مراقبت‌های لازم برای پیگیری بایستی در دسترس باشند.
میفپریستون به واسطهٔ تأثیر پروژسترون و ایجاد انقباض در رحم کار می‌کند.
داروی میفپریستون در سال ۱۹۸۰ گسترش یافت و در سال ۱۹۸۷ در کشور فرانسه مورد استفاده قرار گرفت. این دارو در سال ۲۰۰۰ در کشور ایالات متحده آمریکا در دسترس قرار گرفت. میفپریستون همچنین در لیست داروهای ضروری سازمان جهانی بهداشت نیز قرار دارد. این دارو در سال ۲۰۱۵ توسط وزارت بهداشت کانادا مورد تأیید قرار گرفت و در ژانویهٔ ۲۰۱۷ در دسترس قرار داده شد. هزینه و دسترسی آن در بسیاری از کشورهای در حال توسعه محدود است. در ایالات متحده قیمت آن بیش از ۲۰۰ دلار است. (در سال ۲۰۱۷ هر دوز برابر با $۲۰۶٫۴۹)